# Балканские турки

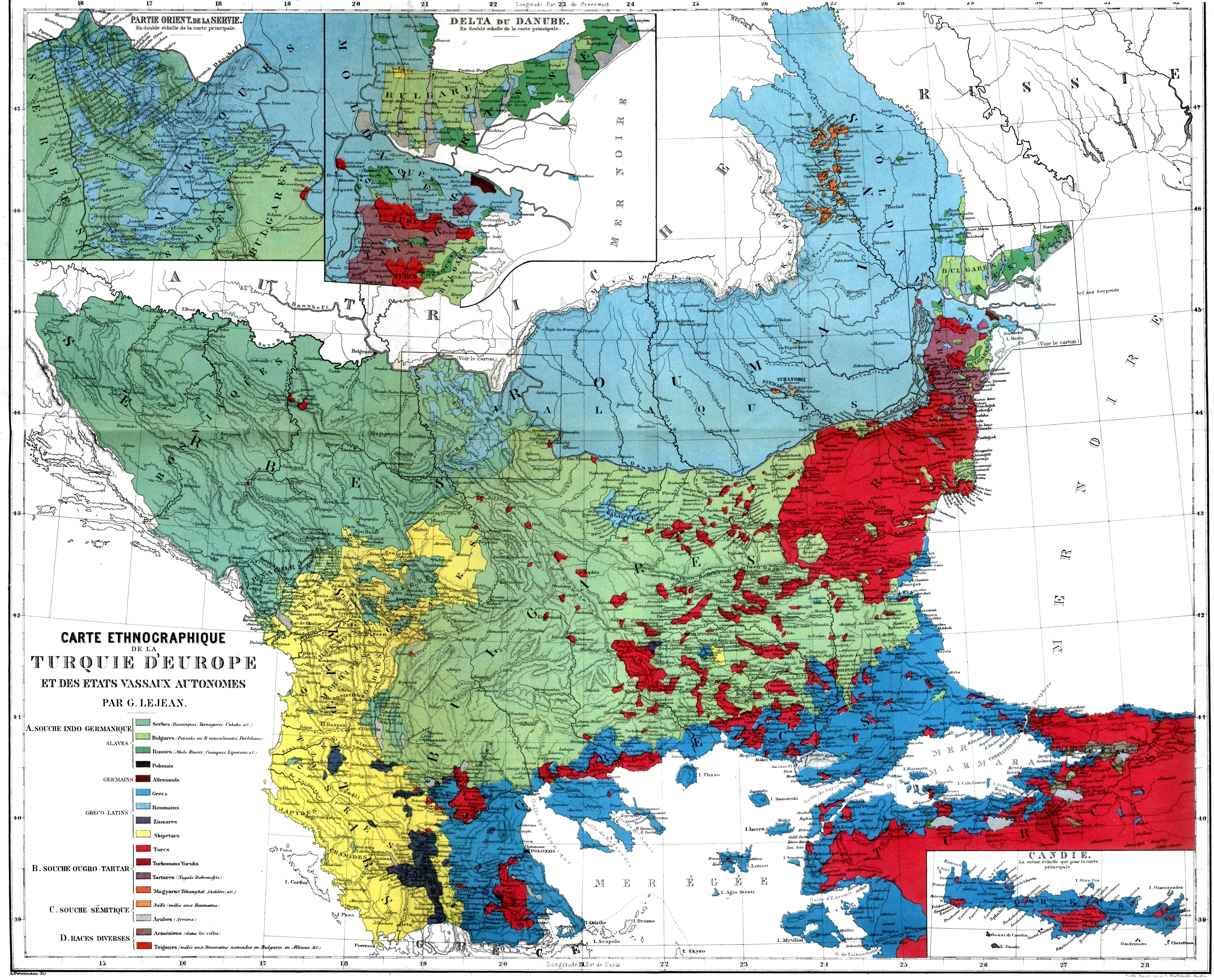
Приблизительная концентрация турок-османов на Балканах. 1861 год.

Балканские турки (тур. Balkanlar'daki Türkler) — обобщённое название всех традиционно тюркоязычных мусульманских групп современных стран Балканского полуострова, кроме собственно Турции, которой принадлежит Восточная Фракия с городом Стамбулом (в которых проживает более 10 млн этнических турок). Общая численность балканских турок за пределами Турции составляет около 1,5 млн человек. Это остатки тюркского и отуреченного населения регионов бывшей Османской империи, которые затем вошли в состав новых независимых государств после войн 1878—1912 годов. Таким образом, балканские турки не являются диаспорой (как например, турки в Германии), а скорее представляют собой группу турецких ирридент, имеющих свою нишу с хорошо сложившимися культурными, этническими институтами и исторической памятью в местах компактного проживания. За более чем столетие проживания в границах новых европейских, преимущественно христианских государств, менталитет, язык, культура и традиции балканских турок претерпели значительные изменения. Наибольшей сплочённостью отличается довольно многочисленная (0,7 млн) турецкая община Болгарии, на которую приходится свыше половины всех балканских турок. Достаточно стабильна и хорошо организована небольшая, но довольно компактная турецкая община Греции (0,1 млн). Турки Косово, Северной Македонии и Румынии в большинстве своём дисперсны, хотя местами и в них сохраняются компактные турецкие общины.

## История

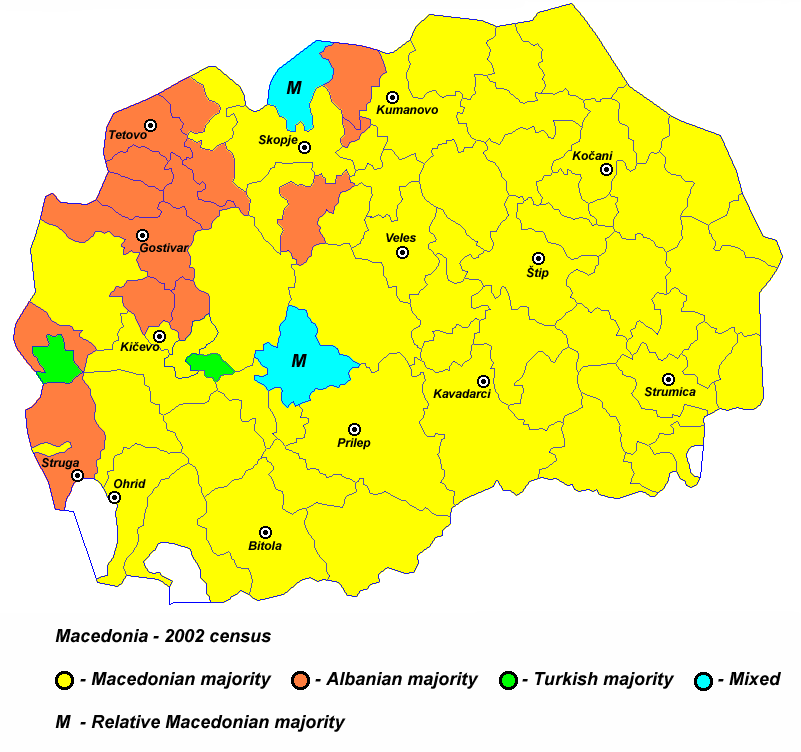
Концентрация турок в Северной Македонии: зелёный цвет — 2 района с турецким большинством.

Этногенез балканских турок отличается заметным разнообразием. В нём обнаруживаются следы раннетюркских миграций (половцы, куманы и прочие). Затем, в XIV—XV веках происходит интенсивный приток кочевников-юрюков из Малой Азии, имеющих преимущественно туркменские гены, составившие основу османо-сельджукского населения времён Османской империи. В XV—XVIII веках в состав балканских тюрок, благодаря их доминирующему военному положению в империи, вошли представители окружавших их балканских народов (греки, болгары, венгры, евреи, цыгане и проч.) В XIX—XX веках в состав балканских турок вошли многие мусульмане-мухаджиры как тюркского (крымские татары, дунайские татары), так и нетюркского происхождения (черкесы), переселившиеся на Балканы из аннексированных Российской империей земель Северного Причерноморья.

## Современность
Балканские турки играли важную, государствообразующую роль на Балканах на протяжении почти пяти столетий. Турецкий язык был здесь лингва франка. Немаловажным был вклад турецкой культуры и турецкой кухни в жизнь Балкан, несмотря на экономическую отсталость и постоянную этно-религиозную дискриминацию немусульман.
После распада Османской империи этнические турки, оставшиеся за её пределами, оказались в довольно затруднительном положении. Новые независимые государства в большинстве своём встали на путь этнократического строительства и сближения с более прогрессивными странами северной и западной Европы. В них развернулись многоэтапные ассимиляционные кампании (болгаризация, румынизация, эллинизация и т. д.). Между Турцией, Болгарией и Грецией не раз проходили как спонтанные, так и заранее оговоренные обмены более или менее эквивалентными группами населения. С другой стороны, некоторые из них специально оговаривали исключения по географическому признаку. Так, греко-турецкий обмен населением не касался христиан Восточной Фракии и мусульман Западной Фракии. Тем не менее, турецкая сторона систематически нарушала подписанные ей требования. Так, 300-тысячная греческая община Восточной Фракии прекратила своё существование после погрома 1955 года. В то же время около 100 тысяч этнических турок и болгар-мусульман продолжают проживать в Греции и в наши дни. Таким же образом, число турок в Болгарии, несмотря на постепенное сокращение, засвидетельствованное результатами переписи 2011 года, составляет порядка 588 тысяч человек, в то же время всё христианское болгарское население Восточной Фракии было изгнано ещё в 1913—1914 годы, остались только помаки.